# Nyabinyoni
Nyabinyoni är ett vattendrag i Burundi.   Det ligger i provinsen Ruyigi, i den centrala delen av landet, 90 km öster om huvudstaden Bujumbura.
Omgivningarna runt Nyabinyoni är en mosaik av jordbruksmark och naturlig växtlighet. Runt Nyabinyoni är det ganska tätbefolkat, med 100 invånare per kvadratkilometer.